# Aman Aman
Aman Aman (türk. für: „Um Himmels Willen“) ist die zweite Extended Play der türkischen Sängerin Ece Seçkin. Sie wurde am 22. Mai 2015 vom Musiklabel DMC Müzik veröffentlicht und ist nach dem gleichnamigen Song Aman Aman benannt.

## Inhalt
Aman Aman ist nach Bu Ne Yaa aus dem Jahr 2012 die zweite Extended Play von Ece Seçkin. Am Album arbeitete sie u. a. mit den Produzenten Ozan Doğulu, Ayşen, Kemal Şimşekyay und Deniz Erten zusammen.
Nach der Erscheinung wurde Aman Aman vorwiegend in der Türkei ein kommerzieller Erfolg. Vier auf der EP enthaltenen Lieder, darunter Aman Aman, Follow Me, Hoşuna Mı Gidiyor und Şok Oldum, wurden zusätzlich als Singleversionen veröffentlicht.
Das Lied Follow Me trägt zwar einen englischsprachigen Titel, dessen Inhalt wird jedoch von Seçkin in türkischer Sprache gesungen.
Für den Song Hoşuna Mı Gidiyor erschien zusätzlich eine Remixversion von DJ Eyüp. Die bekannteste und zugleich auch erfolgreichste
Auskopplung der EP ist das Lied Aman Aman. Es erreichte die Top Ten in den türkischen Musikcharts und verhalf Seçkin zu einem
höheren Bekanntheitsgrad, vorwiegend im türkischsprachigen Raum.

## Covergestaltung
Das Coverbild stammt von der Fotografin Ayektin Yalçın. Es zeigt Seçkin in gerader posiernder Haltung nach vorn schauend. Um ihren Körper trägt sie einen weißen Schal aus künstlichem Nerzfell. Ihr linker Arm ist auf die Hüfte gestützt, mit dem rechten hält sie den Schal mit der Hand fest.
In den Musikvideos der Lieder ist der Stilwechsel von Seçkin deutlich erkennbar; so trug sie in den Videos von ihrer vorherigen EP
Bu Ne Yaa brünette bis schwarze Haare. In ihrem neuen Album Aman Aman wechselte Seçkin ihre Haarfarbe zu rosa und blond.
Auch der Kleidungsstil ist auffällig anders. In den Liedern von Bu Ne Yaa wirkt er einfach und schlicht, jedoch schon sehr westlich orientiert. In den Musikvideos von Aman Aman ist der Stil der Kleidung gemischter und insgesamt auch farbenfroher.
Der Hintergrund ist hellrosa gefärbt. Ihr Vor- und Nachname der Künstlerin steht von der linken oberen Ecke nach rechts in geschwungenen,
ebenfalls rosafarbenen Buchstaben geschrieben. Der Titel Aman Aman, geschrieben in weißer Schrift, befindet sich in der rechten unteren Ecke auf dem Cover.

## Titelliste
| #  | Titel                                 | Songschreiber          | Produzent              | Länge |
| -- | ------------------------------------- | ---------------------- | ---------------------- | ----- |
| 1. | Aman Aman                             | Ayşen, Kemal Şimşekyay | Ayşen, Kemal Şimşekyay | 3:51  |
| 2. | Follow Me                             | Ayşen, Kemal Şimşekyay | Ayşen, Kemal Şimşekyay | 3:43  |
| 3. | Hoşuna Mı Gidiyor (feat. Ozan Doğulu) | Deniz Erten            | Deniz Erzten           | 3:42  |
| 4. | Şok Oldum                             | Deniz Erten            | Deniz Erten            | 3:41  |
| 5. | Hoşuna Mı Gidiyor (DJ Eyüp Remix)     | Deniz Erten            | Deniz Erten            | 4:59  |

## Veröffentlichungen
| Land     | Datum        | Format       | Label |
| -------- | ------------ | ------------ | ----- |
| Türkei   | 22. Mai 2015 | CD, Download | DMC   |
| Weltweit | 14. Mai 2015 | CD, Download | DMC   |

## Mitwirkende
Folgende Personen trugen zur Entstehung der EP Aman Aman bei:
Musik
- Gesang: Ece Seçkin
- Instrumente: Ozan Doğulu

Produktion
- Ausführende Produzenten: Ozan Doğulu
- Produktion: Ozan Doğulu, Ayşen, Kemal Şimşekyay, Deniz Erten
- A&R: Ayşen, Kemal Şimşekyay, Deniz Erten
- Marketing: Ozan Doğulu, Ayşen, Kemal Şimşekyay, Deniz Erten

Visuelles
- Fotografie: Aytektin Yalçın
- Design: Umut Eker
- Videoregisseur: Murat Kucuk